# Брэкен, Джон
Достопочтенный Джон Брэ́кен (англ. John Bracken; 22 июня 1883, Эллисвилл — 18 марта 1969, Оттава) — канадский агроном и политик. Премьер-министр Манитобы с 1922 по 1943 и глава Прогрессивно-консервативной партии Канады (1942—1948).

## Биография
Брэкен родился в Эллисвилле (Онтарио) и закончил Онтарийский сельскохозяйственный колледж. До 1910 года работал в федеральном и провинциальных правительствах на Западе. Он был профессором животноводства в Университете Саскачевана с 1910 по 1920.
В 1920 году он перешел в Манитобский сельскохозяйственный колледж, а в 1922 году стал его президентом. Брэкен присоединился к прогрессивному движению. В 1922 провинциальные выборы выиграли Объединённые фермеры Манитобы (ОФМ), но у них не было главы, поэтому они попросили Брэкена возглавить партию и стать премьер-министром Манитобы.
Брэкен был человеком со стороны и подковал ОФМ профессионально. Объединённые фермеры обычно отказывались от членства в Либеральной или Консервативной партиях и поддерживали политику правительства, направленную на независимость и принципы делового управления. Брэкен принял требование ОФМ и выиграл отложенные выборы в северном округе Те-Пас. ОФМ правили как Прогрессивная партия Манитобы, и Брэкен являлся премьер-министром Манитобы целых двадцать лет.

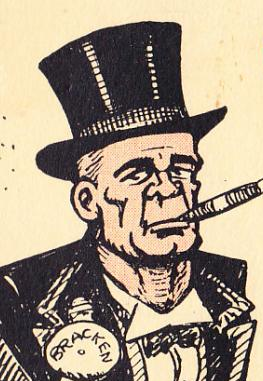
1945.

В течение следующих двух лет он проводил аккуратную и взвешенную политику, пытаясь решить проблему ограниченных финансовых ресурсов во время Великой депрессии. В 1942 году, хоть он и стал близок к либералам, Консервативная партия пригласила его быть лидером, на что он согласился при условии добавления слова «Прогрессивная» к названию партии. Однако со временем его популярность сошла на нет, и в 1945 году его партия потерпела поражение, после чего он ушёл в отставку в 1948 году.